# Часовня Спасского Свято-Троицкого монастыря
Часовня Спасского Свято-Троицкого монастыря — православная часовня в историческом районе Започаинье Нижнего Новгорода. Расположена с правой стороны Ильинской улицы, возле её пересечения с Малой Покровской.

## История
До начала XX века на Варварке и у «Ильинской решётки» (посте на дорогу в Москву) существовали часовни, отмечавшие старые границы города. На Ильинке часовня дополнялась сторожевой будкой и питейным домом, так называемым «последним кабаком у заставы». Все постройки были зафиксированы на плане 1804 года. Подобные комплексы в то время существовали и на других выездах из города, например, в сторону Казани по Большой Печёрской улице. В дальнейшем обе часовни были снесены и на плане Нижнего Новгорода 1848—1853 годов не указаны.
Существующие сегодня часовни никак не связаны со своими предшественницами. В 1902 году один из фабрикантов Иваново-Вознесенска П. А. Акифьев пожертвовал своё домовладение на Ильинской улице женской Свято-Троицкой общине, находившейся в селе Спасском Васильсурского уезда (позже был основан монастырь). Тогда же было учреждено подворье, для нужд которого к одноэтажному деревянному дому была пристроена краснокирпичная часовня. Проект, по заключению архитектора Н. М. Вешнякова, был согласован Строительным отделением Нижегородского губернского правления в апреле 1911 года. Автор не известен. Предположительно, автором выступил архитектор П. А. Домбровский.
Строительство часовни было осуществлено на деньги нижегородского почётного гражданина А. А. Худякова, за что Свято-Троицкая община через газету «Волгарь» выразила ему и супруге благодарность. Архитектура здания относилась к русскому стилю, основанному на использовании форм и декора, характерных для русского допетровского зодчества.
В 1918 году подворье Спасского Свято-Троицкого монастыря было экспроприировано советской властью. Часовня была приспособлена под жильё, её облик был обезображен. Благодаря счастливому стечению обстоятельств, здание не снесли, как множество подобных (на улице Горького, на площади Горького, на Ковалихе и другие).
В настоящее время часовня отреставрирована по проекту архитекторов В. А. Широкова и О. Ю. Галая и возвращена Русской православной церкви.